# Erik Hagman
Erik Hagman, född 9 juli 1974 i Köpings församling i Västmanlands län, är en svensk fotograf.
Erik Hagman utbildade sig till fotograf på Högskolan för Fotografi och Film i Göteborg, där han avlade kandidatexamen 1998. Han arbetar med fotografi och installationer. 2022 tilldelades han Konstnärsnämndens arbetsstipendium  och 2023 Sveriges författarfonds ettåriga stipendium.
Erik Hagmans bilder har visats på Vårsalongen, Liljevalchs konsthall (2019), Centrifug, Konsthall C (2020) och på Fotografiska stråket på Bokmässan (2022).
Erik Hagman har också gjort verket En viskning och tre darrande skuggor med Magali Cunico. Verket består av en mobil Camera obscura med en ljudinstallation och har visats bland annat på Sjöbo Konsthall (2022) och Cité internationale des Arts (2023).
2022 gav han ut fotoboken Barriärer med landskapsbilder av den typen av miljöer som i debatten om städernas förtätning ofta kallas för mellanrum eller barriärer. Boken innehåller även texten Stadens sårkant av Niclas Östlind.